# McCordsville
McCordsville és una població dels Estats Units a l'estat d'Indiana. Segons el cens del 2000 tenia 1.134 habitants.

## Demografia
Segons el cens del 2000, McCordsville tenia 1.134 habitants, 381 habitatges, i 324 famílies. La densitat de població era de 136,8 habitants/km².
Dels 381 habitatges en un 45,1% hi vivien nens de menys de 18 anys, en un 75,6% hi vivien parelles casades, en un 6% dones solteres, i en un 14,7% no eren unitats familiars. En el 12,1% dels habitatges hi vivien persones soles el 5% de les quals corresponia a persones de 65 anys o més que vivien soles. El nombre mitjà de persones vivint en cada habitatge era de 2,98 i el nombre mitjà de persones que vivien en cada família era de 3,25.
Per edats la població es repartia de la següent manera: un 30,5% tenia menys de 18 anys, un 5,5% entre 18 i 24, un 34,5% entre 25 i 44, un 22,6% de 45 a 60 i un 7% 65 anys o més.
L'edat mediana era de 36 anys. Per cada 100 dones de 18 o més anys hi havia 99,5 homes.
La renda mediana per habitatge era de 68.750 $ i la renda mediana per família de 77.000 $. Els homes tenien una renda mediana de 52.450 $ mentre que les dones 34.583 $. La renda per capita de la població era de 30.250 $. Cap de les famílies estaven per davall del llindar de pobresa.

## Poblacions més properes
El següent diagrama mostra les poblacions més properes.